# Гідроакустична активація суспензій
Гідроакустична активація суспензій полягає у збудженні у водній суспензії значних за потужністю звукових та ультразвукових коливань, здатних здійснювати додаткове диспергування твердої фази.
Впливаючи на цементно-водні дисперсії (наприклад, цементні розчини) ультразвукові коливання руйнують їх первинні коагуляційні структури, диспергують тверді частинки.
Для прикладу, питома зовнішня поверхня частинок активованого цементного розчину становить понад 50 000 см2/г, а частинок неактивованого розчину — 29 000 см2/г. Структура активованих цементно-водних дисперсій характеризується більшою кількістю термодинамічно стійких гідратних фаз у ранні терміни тужавіння порівняно з неактивованими.
Активація цементних розчинів дозволяє:
- підвищити їхню рухливість на 20-30 %;
- поліпшити стабільність;
- знизити водовідділення у 1,5-3 рази;
- прискорити процеси гідратації і тужавіння, що дає можливість скоротити час, що витрачається на очікування затвердіння цементу;
- знизити проникність каменю, особливо ефективно на ранній стадії тужавіння;
- підвищити корозійну стійкість каменю в агресивних мінералізованих пластових водах.